# ケプラー41
ケプラー41 (英: Kepler-41, KOI-196) は、はくちょう座にある恒星である。太陽と同じG型主系列星で、約3,680光年（1,130 パーセク）離れた位置にある。質量は太陽の115%、半径は129％で、表面温度は5,750 Kである。ケプラー41を周回する太陽系外惑星が1つ知られている。

## 惑星系
2011年に、惑星ケプラー41bが発見された。ケプラー41bはケプラー41の極めて近くを公転しており、公転周期は1.86日である。ケプラー41から大量の輻射を受けているにもかかわらず、当初は木星の半径よりも小さいと考えられていたため、稀なホット・ジュピターとされていた。しかしその後の観測では、他のホット・ジュピターと同様に膨張した半径であることが明らかになった。ケプラー41bの幾何アルベドは0.30である。
| 名称 （恒星に近い順） | 質量         | 軌道長半径 （天文単位） | 公転周期 (日)         | 軌道離心率 | 軌道傾斜角  | 半径         |
| --------------------- | ------------ | ----------------------- | --------------------- | ---------- | ----------- | ------------ |
| b                     | 0.56±0.08 MJ | 0.03101±0.0004          | 1.85555820±0.00000052 | 0 (fixed)  | 82.51±0.09° | 1.29±0.02 RJ |